# Alexander Wassiljewitsch Galizki

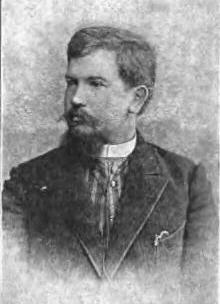
Alexander Galizki

Alexander Wassiljewitsch Galizki (früher geschrieben Galitzki) (russisch Александр Васильевич Галицкий; * 21. Februar 1863, Russkije krai (Gouvernement Wjatka); † 18. November 1921 in Saratow) war ein russischer Landarzt und Schachkomponist.

## Schachkomposition
Galizki gehört zu den Klassikern der russischen Schachkomposition. 1886 begann er mit der Komposition von Schachaufgaben und nahm erstmals an einem Kompositionswettbewerb der Zeitschrift Raduga teil. In seiner Laufbahn veröffentlichte er mehr als 1900 Aufgaben, über 1000 blieben unveröffentlicht. Hauptsächlich komponierte er Drei- und Mehrzüger.
Galizki schätzte die Schönheit des reinen Mattbildes und erkannte auch die Wichtigkeit eines interessanten Spiels beider Seiten, des Schlüsselzuges und der natürlichen Anordnung der Figuren auf dem Schachbrett. Er strebte nicht nach Turniererfolgen. Insgesamt 30 Arbeiten des Meisters erhielten Auszeichnungen, 10 von ihnen erste Preise.
Besonderer Beliebtheit erfreuten sich seine Aufgaben mit wenigen Figuren. Nachfolgend eine seiner reichlich 200 Miniaturen.
|   | a | b | c | d | e | f | g | h |   |
| 8 |   |   |   |   |   |   |   |   | 8 |
| 7 |   |   |   |   |   |   |   |   | 7 |
| 6 |   |   |   |   |   |   |   |   | 6 |
| 5 |   |   |   |   |   |   |   |   | 5 |
| 4 |   |   |   |   |   |   |   |   | 4 |
| 3 |   |   |   |   |   |   |   |   | 3 |
| 2 |   |   |   |   |   |   |   |   | 2 |
| 1 |   |   |   |   |   |   |   |   | 1 |
|   | a | b | c | d | e | f | g | h |   |

Lösung:

1. Ke3–f4 Ein Gib-und-Nimm-Schlüsselzug, dem König wird das Fluchtfeld e5 genommen, aber dafür d4 gegeben. Kd5–d4

2. Sa7–c8 Kd4–d5

3. Sc8–e7+ Kd5–d4

4. Se7–g6 Kd4–d5

5. Sg6–e5 Kd5–d4

6. Se5–d3 Kd4–d5 

7. Sd3–b4+ Kd5–d4

8. c2–c3 Idealmatt

## Der Autor

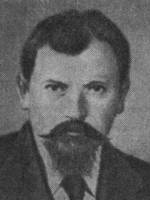
Alexander Galizki

Als seine Hauptaufgabe sah Galizki die Popularisierung seiner geliebten Kunst an, die Suche nach der Wahrheit in der sich gerade zu entwickeln beginnenden Schachkomposition.
Die theoretischen Arbeiten Alexander Galizkis zur Schachkomposition sind bis in die heutige Zeit aktuell. Im Beitrag Grundlagen der Kunst der Schachaufgaben schrieb Alexander Galizki:

„Erste Voraussetzung für eine Aufgabe ist die Existenz einer scharfsinnigen Idee, die entweder aus dem Mattbild oder aus den Zügen der weißen und schwarzen Figuren bestehen kann. Wie für Kunstwerke ist für Aufgaben das Vorhandensein einer guten Idee unzureichend, ein reichhaltiger Inhalt ist notwendig, um diesen Inhalt in einer künstlerischen Form zu verkörpern, das heißt, er sollte im hinreichenden Maße klar und prägnant ausgedrückt werden, damit die der Aufgabe zu Grunde liegende Idee in ihr eine dominierende Bedeutung erhält.“

## Der Schach-Heine
Aus Galizkis Werken kann man Anschauungsmaterial zusammenstellen und die gesamte Geschichte der Entstehung und Entwicklung der Schachaufgabe verfolgen. Jede seiner Aufgaben enthält eine paradoxe, originelle Idee dargestellt in ökonomischer, idealer Form.
Der schwedische Komponist Johan Ros nannte Alexander Galizki den Schach-Heine und dieser Meinung
schlossen sich die Schachkomponisten in aller Welt an. Erhaben und poetisch wird auf diese Weise an den großen Magier und Zauberer der Schachkomposition Alexander Wassiljewitsch Galizki erinnert.